# Óceáni fehérfoltú cápa
Az óceáni fehérfoltú cápa (Carcharhinus longimanus) a porcos halak (Chondrichthyes) osztályának kékcápaalakúak (Carcharhiniformes) rendjébe, ezen belül a kékcápafélék (Carcharhinidae) családjába tartozó faj. A „modern cápák” a cápák egyik legfiatalabb csoportja; a Carcharhinidae család eredete csak a földtörténeti újkor hajnaláig, a paleocén időszakig nyúlik vissza. A Carcharhinus nemzetség a korai miocén időszaktól, mintegy 23 millió évvel ezelőttől napjainkig a trópusi tengerek legelterjedtebb cápaneme.
Nagyméretű, zömök testű, nyílt tengeri faj, a trópusi és mérsékelt övi tengerek lakója. Markáns ismertetőjegyei a lekerekített, hosszúkás melluszony, a kardszárnyúakra emlékeztető hátuszony, valamint az ezek végén látható fehér foltok. Tudományos nevét mellúszóiról kapta (longimanus magyarul „hosszúkéz”), elterjedt fehérfoltú megnevezését pedig a hátúszó foltjáról. Ez a ránézésre jámbor és viszonylag lomha mozgásúnak tűnő cápa valójában nagyon agresszív tud lenni, és hihetetlenül felgyorsulhat. Jellemző rá a ragadozó ösztöne irányította szerzési vágy vagy prédálási szokás („cápaösztön”, vad zabálási kényszer vagy zabálóroham), ami miatt nem csak akkor támad, ha éhes.
A kékcápafélék népes családja kedvelt a búvárok körében, mert ide tartoznak a leggyakrabban megfigyelhető fajok, például a szirticápák (a Carcharhinus nem) is. A Carcharhinus longimanust kutatói az emberre negyedik legveszedelmesebb cápafajnak tartják (veszélyesebb nála a fehér cápa (Carcharodon carcharias), a tigriscápa (Galeocerdo cuvier) és a bikacápa (Carcharhinus leucas)). Van azonban egy olyan szempont, ami szerint ez a faj „vezet”: ennek tulajdonítják a legtöbb, halált okozó támadást. Mielőtt bárki megijedne tőle azt is figyelembe kell venni, hogy éves szinten több halálos balesetet okoznak a zárlatos karácsonyfaégők, mint az összes cápafaj és lényegesen több halálos kimenetelű kutyatámadás történik, mint cápatámadás.
A kutatók megállapították, hogy egyedeinek száma csökken, és ezt más cápafajokhoz hasonlóan részben a cápauszony-leves népszerűsége miatti halászatával és a róla kialakult tévhitek sokaságával magyarázzák.

## Rendszerezés
Első leírója René Primevère Lesson francia sebész és természettudós, aki 1822 és 1825 között, Louis Duperrey felfedezővel együtt, a Coquille korvett fedélzetén világ körüli úton hajózott. Lesson leírta, hogy egy alkalommal két példánnyal találkozott Francia-Polinéziában, a Tuamotu-szigeteknél, és a Squalus maou nevet adta a fajnak, a cápa polinéz elnevezését követve. Azonban ez a tudományos értékű felfedezés később feledésbe merült.
Második tudományos értékű leírója 1861-ben Felipe Poey kubai természettudós volt, aki Squalus longimanus néven írta le a fajt. További ismert elnevezése még a Pterolamiops longimanus is. Az ezekben szereplő latin longimanus (magyar jelentése: hosszú kéz) kifejezést a mellső úszóinak nagysága miatt kapta.
A Nemzetközi Zoológiai Nomenklatúrabizottság által követett eljárásrend alapján általában az első közzétett leírás élvez elsőbbséget, ezért az óceáni fehérfoltú cápa érvényes tudományos nevének a Carcharhinus maou-nak kellene lennie. Mindezek ellenére mégis háttérbe szorult Lesson elnevezése, és a latin Carcharhinus longimanus vált az elfogadott rendszertani nevévé, valószínűleg a mellúszói méretének egyedi, fajmegkülönböztető jellege miatt.

## Előfordulása
A leggyakoribb nyílt vízi, trópusi cápafaj, az óceánok és a tengerek 18 Celsius-fok vízhőmérsékletűnél melegebb részeit kedveli. Ideálisnak a 20–28 Celsius-fok közötti vízhőmérséklet tekinthető számára, és megfigyelhető, hogy a vízhőmérséklet számára kedvezőtlen változása esetén elhagyja a területet. Világszerte rendkívül elterjedt (ún. cirkumglobális) faj, azonban a legújabb tanulmányok szerint számuk drámaian csökken. Az Amerikai Egyesült Államok által 1992 és 2000 között, a nyílt tengeri vizeken (maritim pelágikus zóna) végzett megfigyelések összevetett nyilvántartásai alapján megállapították, hogy az Atlanti-óceán északnyugati és a középnyugati területein állományának becsült csökkenése 70%-os.
Előfordulási területének határát az északi szélesség 45° és a déli szélesség 43° jelenti. 2004-ben egy elpusztult példányát Svédországban vette partra a víz, ami nagy feltűnést keltett természettudós körökben, mivel felbukkanása jelentősen meghaladta az addig ismert északi előfordulási terület határát.
A legtöbb idejét egyébként az óceán felső rétegében, 150 méteres mélységig tölti, és előnyben részesíti a partoktól távollévő, mély vízrétegekkel rendelkező szakaszokat. Ezt alátámasztják fogási adatai is, hiszen a parttól távolodva egyre nagyobb valószínűséggel lehet számítani a kifogására.
Időszakosan megjelenik partközeli, sekélyebb, 37 méter mélység alatti vizekben is, például Polinéziában, a Hawaii szigetek környékén, és általában olyan helyeken, ahol a kontinentális talapzat keskeny, és közel találhatóak a mélytengeri részek. Ezt általában azokon a szakaszokon figyelték meg, ahol bőségesen talált magának táplálékot.
Ellentétben sok állattal, nincs napi ciklusváltozása, éjjel-nappal aktív életmódot folytat. Nagy mellúszóit használva úszásmódja lassú és komótos. Csoportokban élő, úgynevezett szociális cápafaj. Az együttélésre jellemző, hogy a csoportok nemek és életkor szerint rendeződnek össze, és számos faj együtt él vele, hiszen gazdaállatnak tekintik őket. Kalauzhalak és makrélák kísérik, melyekről korábban azt hitték, hogy ők vezetik a ragadozót a zsákmányához. Valójában azonban szimbióta kapcsolatban élnek: a halak a testükre tapadó élősködőktől szabadítják meg a cápát, cserébe pedig a cápák által elejtett zsákmány maradékát fogyasztják el. Jeremy Stafford-Dietsch 1988-ban arról számolt be, hogy olyan egyedet látott, melyet rövidszárnyú gömbölyűfejű-delfin kísért.

## Megjelenése

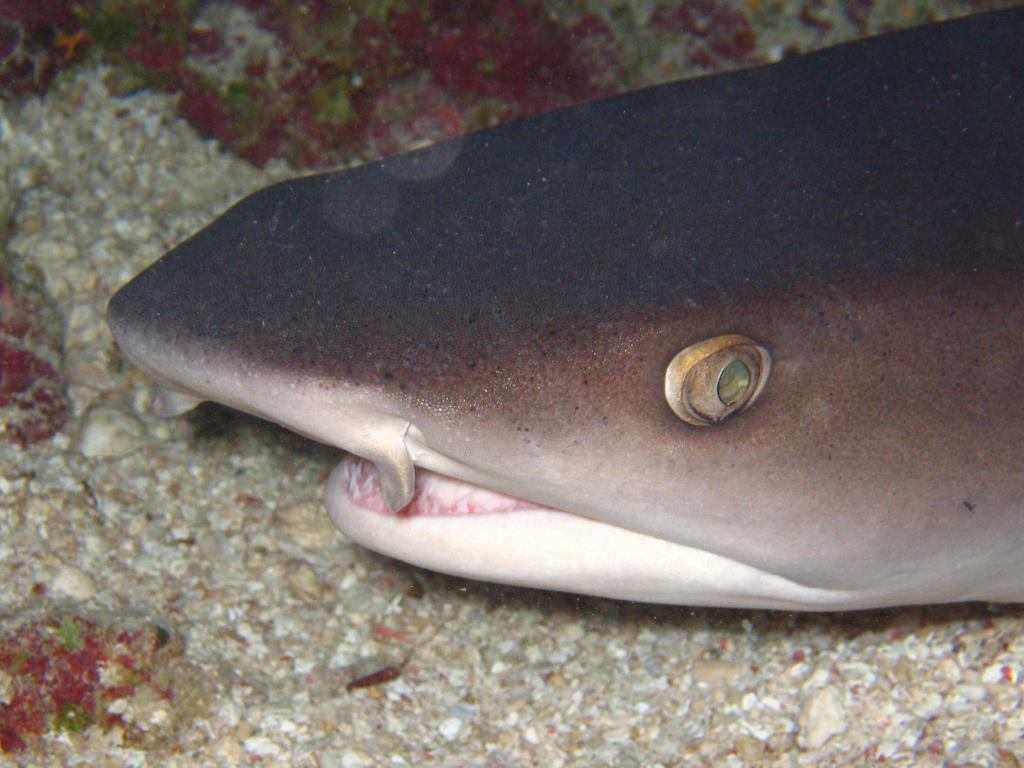
A képen jól látható a cápára jellemző pislogóhártyás szem és a kivillanó félelmetes alsó fogsor. A képen közeli rokona a fehéruszonyú szirtcápa feje látható

A leglátványosabb ismertetőjegyei a hosszú mellúszói, és a kardszárnyúakra emlékeztető, jellegzetes hátuszonya. Az uszonyai feltűnően kerekítettek és jóval nagyobbak, karakteresebbek, mint más cápafajoké. A cápa orra lekerekített, a szemét haránt irányban elfedő pislogóhártya (membrana nictitans) is védi, és sárga a retinája. Alakja a kékcápafélékhez hasonló, de azokhoz képest egy kissé púposabbnak tűnik. Az öt kopoltyúrés közvetlenül a mellúszók tövénél található. A kifejlett nőstények átlagos testhossza 180–270 centiméter, így nagyobb a hímeknél, amelyek 170–240 centiméteresek. A legnagyobb óceáni fehérfoltú cápa elérte a négy métert, de a három méter feletti példányok azért már ritkának tekinthetőek. A legnagyobb testtömegűnek regisztrált példány 170 kilogrammot nyomott.
Uszonyai végét egy-egy markáns fehér folt díszíti, amelyről a faj a nevét is kapta. A hát és a törzs egységesen okkersárga vagy világosbarna, esetenként bronzszínű, a has sárgásfehér árnyalatú. A fiatalabb egyedeken lehetnek sötétebb foltok is. A cápafogak fűrészmódjára illeszkednek az állkapcsok összecsukásakor. A felső állkapocsban lapos, háromszög alakú, élesebb és finoman fűrészezett szélű fogak találhatók. Az alsó állkapocs fogai keskeny koronával rendelkeznek, melynek az élei fogazottak. A fogak egymás melletti 5–7 sorban helyezkednek el, a felső állkapocsban soronként 14–15, míg az alsóban 13–15 foggal.

## Életmódja

### Táplálkozása
Fő táplálékát a fejlábúak és a csontos halak képezik. Ugyanakkor étrendje nagyon változatos és egyáltalán nem szelektív, hiszen elejti a szintén nyílt tengeri életmódot folytató, sebes úszású kardhalakat (Xiphias), makrélákat (Scombridae), tüskésmakrélákat (Carangidae), de a barrakudák (Sphyrena) sem érezhetik biztonságban magukat tőle. Bizonyított tény, hogy ráront a felszínre ereszkedő gyanútlan tengeri madarakra, a tengeriteknős-félékre, és megeszi a tüskésrájaféléket, a csigákat és a rákokat is. A tengerben található döglött cetekből is fogyaszt, de még a hajókról vízbe juttatott, számára ízletes szerves hulladékot is kiválogatja. Peter Benchley professzor akváriumi példányok vizsgálatakor megfigyelte, hogy azok megették a gömbölyűfejű delfin ürülékét.
Táplálékszerzésekor a csoportos, kisebb méretű, mozgékonyabb halrajokra is rátámad, míg a nagyobb, lassabb mozgású tonhalfélékre nyitott szájjal ráúszva, egyszerűen benyeli őket. A száját azért tudja hatalmasra nyitni, mert a cápafogsor anyaga porcmassza és az nem rögzül szilárdan a koponyájához. Nagyobb táplálék harapásakor nagyra tátja a száját, orrát felemeli és fölső állkapcsát előretolja. Ilyenkor a szemét befordítja a koponyaüregébe, hogy megóvja az esetleges sérülésektől. Étkezéskor nem viseli el, ha más fajok megzavarják, ezért ilyenkor heves és agresszív ellenreakciójára lehet számítani.
A közhiedelemmel ellentétben a cápák harapása viszonylag gyenge, például az oroszlánokéval összehasonlítva. Csupán tűhegyes fogaiknak és pofanagyságuknak köszönhetően képesek átharapni nagyobb áldozatukat. Az óceáni fehérfoltú cápa, fajtársaihoz hasonlóan, fűrészelő mozgással marcangolja szét zsákmányát. A körfűrészhez hasonlítható fogai gyorsan kopnak és mivel érdes bőr-alaplemezen ülnek ezért könnyen ki is törhetnek. A törött vagy sérült fogait egész életén keresztül tudja pótolni, hiszen rövid idő alatt, órákon belül képes új fogakat növeszteni. Ez a bámulatos képesség az úgynevezett revolverfogsorának köszönhető.

### Viselkedése
A vízfelszínen történő felbukkanásakor rendszerint magányos és lassan mozog, amikor fürkészi a lehetséges élelemforrást. A 16. századig a tengerészek az óceáni fehérfoltú cápát is úgy ismerték mint a tenger kutyáját, hiszen kutya módra követte a hajókat. Vigyázott a tisztes távolságtartásra, de ha alkalmat látott az élelemszerzésre, gyorsan reagált az eseményekre.
A C. longimanus nem gyors úszó, de meglepő kitörésekre képes. Vadászatát, összehasonlítva a táplálékszerzésben vetélytárs selyemcápáéval, úgy jellemezhetnénk, mint néma alattomos gyilkost. Amikor egyedeiken elhatalmasodik a cápaösztön által kiváltott táplálkozási kényszer, gyakran csoportokba verődnek. Ezt a hiedelmekkel ellentétben, nem az áldozat vízbe került testnedve vagy a vére által kiváltott vérszomj okozza, hanem sokkal inkább az érzékszervei által a tengervízben (ez különösen szélcsendben igaz) érzékelt különleges mozgás váltja ki. Ekkor pánikszerűen ráindul a bőséges tápláléknak gondolt zsákmányra, és sikeres elejtés esetén mohó falásba kezd. Az óceáni fehérfoltú cápa a zsákmányszerzésre kínálkozó pillanatnyi lehetőségeket messzemenően kihasználó faj, jó vadászként éberen megragad minden lehetőséget, hogy étkezési vágyát kielégítse.
Valószínűleg a halak vándorlása miatt, az évmilliók során kialakult benne az ösztön, hogy kövesse a nagyobb tömeget, így például a hajókat is. A bálnavadászatok során a vadászoknak sok bosszúságot okoz, mert nagy kárt okozva megdézsmálja az elejtett állatokat.

### Természetes ellenségei
Legnagyobb ellensége az ember, de mégis akadnak az óceánokban nálánál nagyobb testű ragadozók, melyek akár el is ejthetik őket. Theodore Walker professzor a kaliforniai partoknál, helikopteréről egy kardszárnyú delfin csoport vonulását követte, amikor felfigyelt arra, hogy az egyik, körülbelül kilenc méteres delfin hirtelen otthagyta társait. Eltűnt a szeme elől a vízben, majd hirtelen meredeken kiemelkedett és a szájában tartott egy háromméteres cápát. A cápát ezután el is nyelte. A másik elejtéséről szóló eset bálnavadászoktól származik, melyet Hans Hass professzor igazolt. A bálnavadászok által zsákmányolt, 16 méteres nagy ámbráscet gyomrában három egészben lenyelt cápát találtak, amelyek közül a legnagyobb 3,10 méter hosszú volt.

## Szaporodása
Az óceáni fehérfoltú cápa is azon cápafajok közé tartozik, amelyek elevenen hozzák világra utódaikat (úgynevezett: vivipar faj). Párzási időszaka kora nyárra tehető az Atlanti-óceán északnyugati, és az Indiai-óceán délnyugati részén, de fogtak már a Csendes-óceánon is egyéves korú vemhes anyacápát, ami miatt azt feltételezték, hogy ettől eltérő időszakban és helyen is párosodhatnak. Hosszú ideig, akár ötven évig is elélhetnek. Az ivarérett nőstények 12 hónapos vemhességet követően 1–15 ivadékot hoznak a világra. A szaporulat általában 6–9 ivadékból áll, a világra jött egyedek mérete átlag 60–65 centiméter. Ivarérettséget a hímek 1,75 a nőstények 2 méteres nagyságuk elérése után érik el.

## Kapcsolata az emberrel
Kereskedelmi szempontból értékes faj, hasznosítják az uszonyát, a húsát, a cápamájolajt és a bőrét. Húsa fogyasztható frissen, füstölve, szárítva és sózva is, és az ínyencek kedvence a nagyon drága cápauszony. Üzleti haszonnal kecsegtet a halászata, ezért nagy nyomás alatt vannak a védettségét támogatók, de a tengeri horgászatok során akár véletlenül is kifoghatják. A híres francia tengerkutató, Jacques-Yves Cousteau úgy jellemezte a fajt, hogy „a cápák közül a legveszélyesebb”. Ez egyébként a nagy fehércápa kitüntető címe, de az biztos, hogy a legtöbb halálos áldozatot követelő cápatámadást ennek a fajnak tulajdonítják.
Ezek a cápatámadások jellemzően a második világháború alatti hajószerencsétlenségeket követő katasztrófahelyzetek egyik sajátos jelenségei voltak. 1945. július 30-án, a hirosimai atombombát Tinian-szigetére szállító USS Indianapolis cirkálót, Guamról hazafelé tartva, megtorpedózta és elsüllyesztette egy japán tengeralattjáró. Az öt napig a nyílt tengeren sodródó hajótörötteket több alkalommal, nagy csapatokban, óceáni fehérfoltú cápák támadták meg. Akkor az ismétlődő cápatámadásoknak 60–80 fő közötti tengerész esett áldozatául. Hasonló eset történt az Új-Skócia kereskedelmi hajó 1000 fős személyzetével is, amelyet szintén a második világháború alatt, a dél-afrikai Durban partjainál elsüllyesztett egy német tengeralattjáró. A hajószerencsétlenséget 192 fő élte túl, és a torpedótámadás után vízbe kerültek közül többen is áldozatul estek a cápatámadásnak.
Minimális veszélyt jelent a tengerben fürdőzőkre vagy a partközeli vízi sportok művelőire, ellentétben az óceánok nyílt vízével, ahol potenciális veszélyforrás. Mindazok ellenére, hogy agresszív és megtámadhatja a vízben lévőket, a búvárok akár úszhatnak is vele együtt. Ez azonban gyakorlott búvároknak is csak abban az esetben ajánlott, ha betartják a viselkedési szabályokat. A cápa általában érdeklődve figyeli az eléje kerülő embert. Az érdeklődést körbeúszással kezdi majd úgy siklik el mellette, hogy bőrével végigsúrolja az embert. Ezt hívhatjuk kostolónak is, hiszen nem csak a szájában van érzékelő bimbó, hanem érdes bőrén is így meg tudja állapítani, hogy ehető-e az eléje került idegen. A buvárok műanyag ruhája teljesen közömbös számára ezért egy ilyen liezon után valószínűleg tovább fog állni. A búvár és a cápa találkozása megfigyelhető a videófelvételen.
A búvárokat ért cápatámadásra is van sajnos példa, hiszen 1972-ben egy háromfős búvárcsapat, 60 méteres mélységben dekompressziós megállót tartott, amikor két óceáni fehérfoltú rájuk támadt, és halálosan megsebesítette Rod Temple hivatásos technikai búvárt.

### A cápákról szóló filmek, könyvek és a sajtónyilvánosság
A cápákról készített leghíresebb amerikai film, amely Oscar-díjat is kapott, a Cápa (Jaws) című horrorfilm volt. Az alkotás Peter Benchley regénye alapján készült 1975-ben, Steven Spielberg rendezésében. A regény magyarul A fehér cápa címen jelent meg. Ez a regény és film a nagy fehércápa karakterét használta fel, de a többi ragadozó cápafajhoz kapcsolatos negatív sztereotípiák kialakulásában is jelentős szerepet játszott, és alapja volt további adaptációk elkészítésének.
Az ember előítéleteit és félelmét csak fokozza, hogy nagy sajtónyilvánosságot kapnak az esetleges cápatámadások, pedig jelentős részük az emberi felelőtlenség eredménye. A kialakult tévhitek, sztereotípiák és előítéletek eloszlatása érdekében készültek már színvonalas és reális képet adó természetfilmek, és több neves természettudós is felemelte szavát a cápák védelmében. Cousteau kapitány szerint „Amit nem szeretünk, azt nem is védelmezzük”. A vérszomjas elpusztításra ítélt fenevad-képpel szemben Jean-Jacques Mantello Cápák című természetfilmje ad magyarázatot a cápák védelmének jogosságára.

## Védettsége
A fajról 1969-ben még azt írták a tengerkutatók, hogy a világ egyik legnagyobb testű állatfaja, amelyet még nem ismertek meg tudományosan eléggé. A faj átfogó tudományos vizsgálatát, az előfordulása részben már említettek szerint, 1992–2000 között az Atlanti-óceánon végezték. Ezek eredményeiként jelentek meg publikációk, miszerint az itteni populáció nagysága 70%-kal csökkent. Egy másik felmérés a Mexikói-öbölben azt mutatta ki, hogy ott az 1950-es évektől az 1990-es évekig a becsült csökkenés 99,3% volt.
A vizsgálatokhoz azt is figyelembe kell venni, hogy nagyon bonyolult megbízható, jó adatokat szolgáltatni, és emiatt cáfolatok is jelennek meg. Mindenesetre ezeknek a tanulmányoknak is köszönhető, hogy a fajt a Veszélyeztetett fajok Vörös Listáján, sebezhető faj besorolásról a kihalófélben lévő fajok közé sorolták be, az Atlanti-óceán északnyugati és a középnyugati térségében lévő populációit.
Állománycsökkenésének megállítása érdekében az 1995-ös Egyesült Nemzetek Szervezete által elfogadott, a vándorló halállományok védelméről és gazdálkodásáról szóló (UNFSA) megállapodás alapján, part menti horgászatát korlátozták, és a halászati tevékenységben részt vevő államok között külön megállapodásban kell a kifogásával kapcsolatos tevékenységet szabályozni. Azonban mindezek az intézkedések eddig kevés látható előrelépést hoztak.

### A cápákhoz kapcsolódó tévhitek
Kétségtelenül szörnyű halál lenne egy cápa, és különösen egy óceáni fehérfoltú cápa áldozataként végeznie bárkinek. Erre azonban még az óceánban vele a vízben találkozóknak sincs szinte semmi esélyük, amennyiben betartják az általános érvényű szabályokat: nem mennek hozzá túl közel, nem zavarják meg étkezés közben és nem keltenek felesleges zajokat vagy rezgéshullámokat a vízben. Jelentős tévhitek vannak a cápákkal kapcsolatban, és vérszomjas szörnyként csak egyes filmeken ábrázolják őket, de ott is tévesen. Például a valóságban inkább félénkek az emberekkel szemben, és egyáltalán nem vadásznak rá. Éles fogaikkal akár halálos sebet is ejthetnek, de megenni egyszerre egy embert már nem tudnak. Amikor hajótörötteket támadtak meg, akkor sem elsősorban az ember volt a célpont, hanem a vízbe került „szerves anyagokat” akarták hasznosítani, könnyen jött zsákmányként.

## Képek az óceáni fehérfoltú cápáról
A képeken jól látható az óceáni fehérfoltú cápát kísérő kalauzhalak csoportja. 

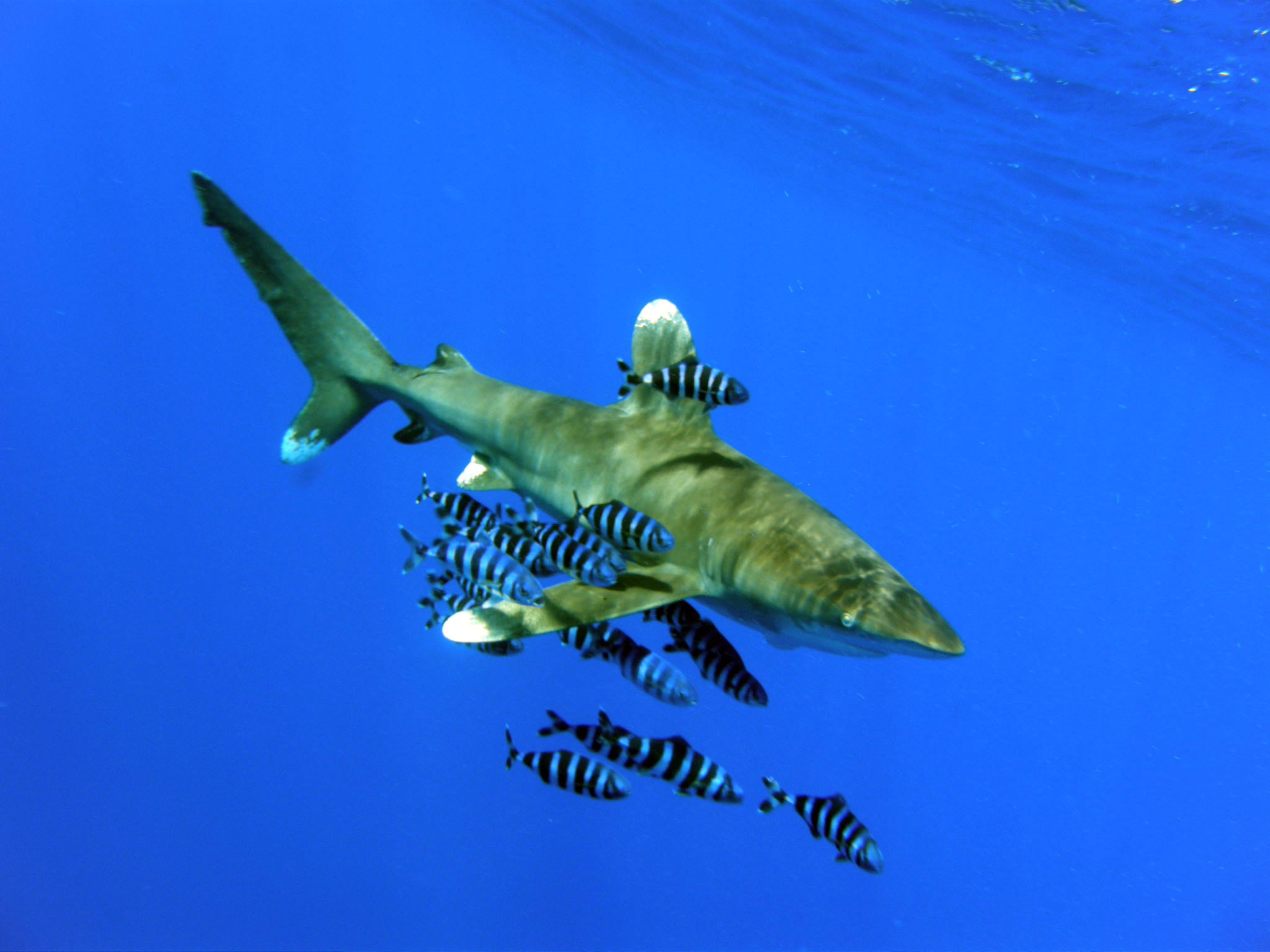
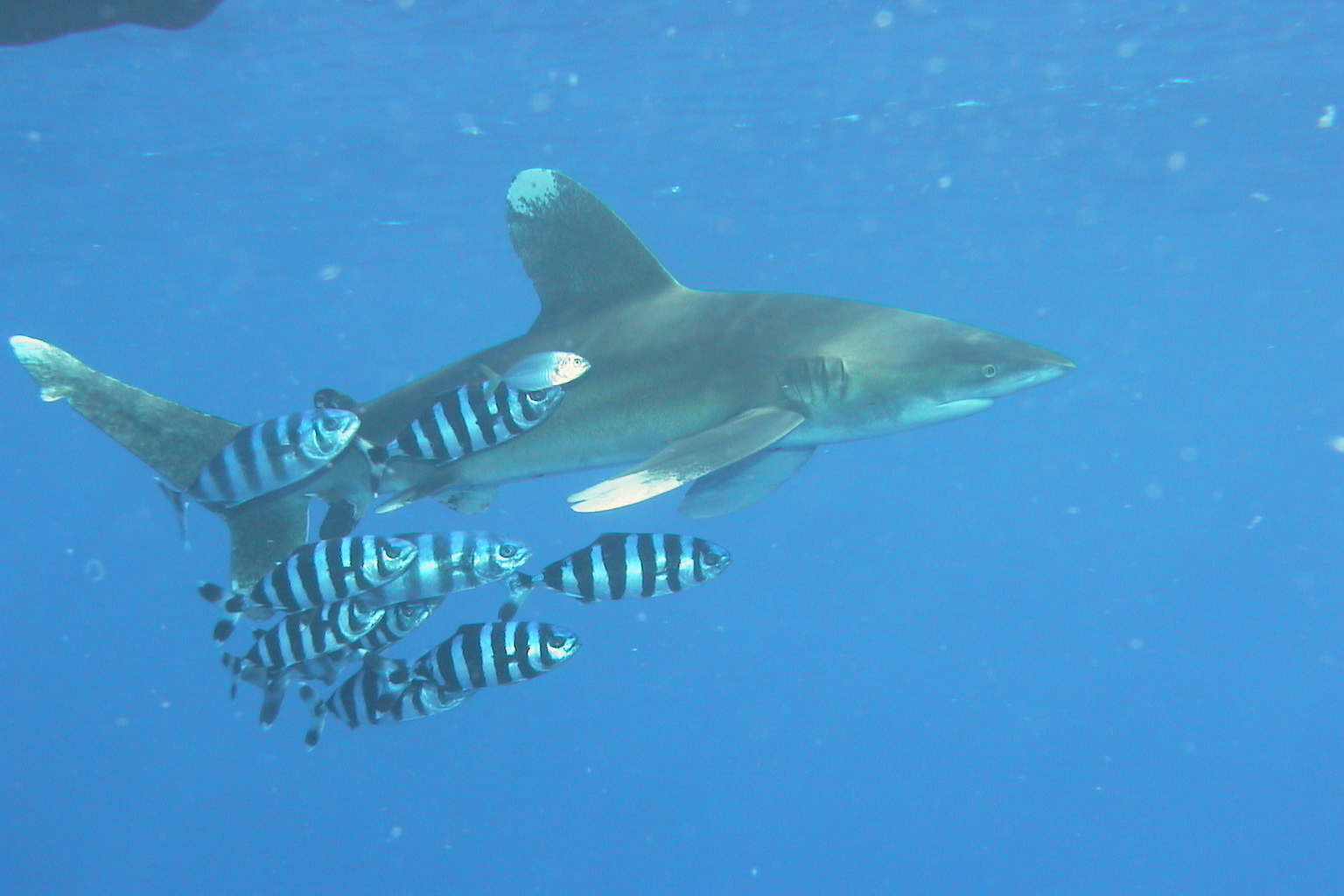
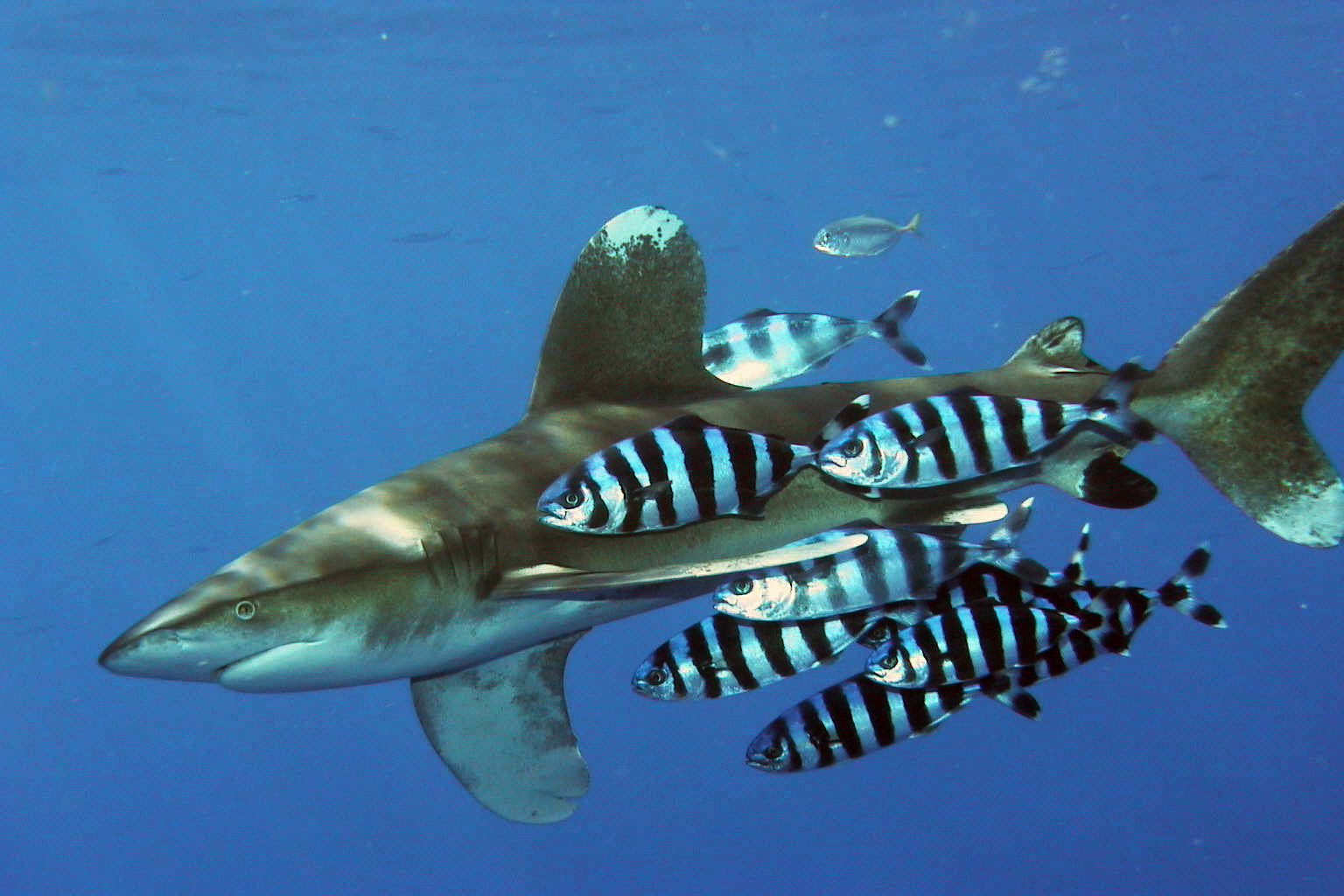
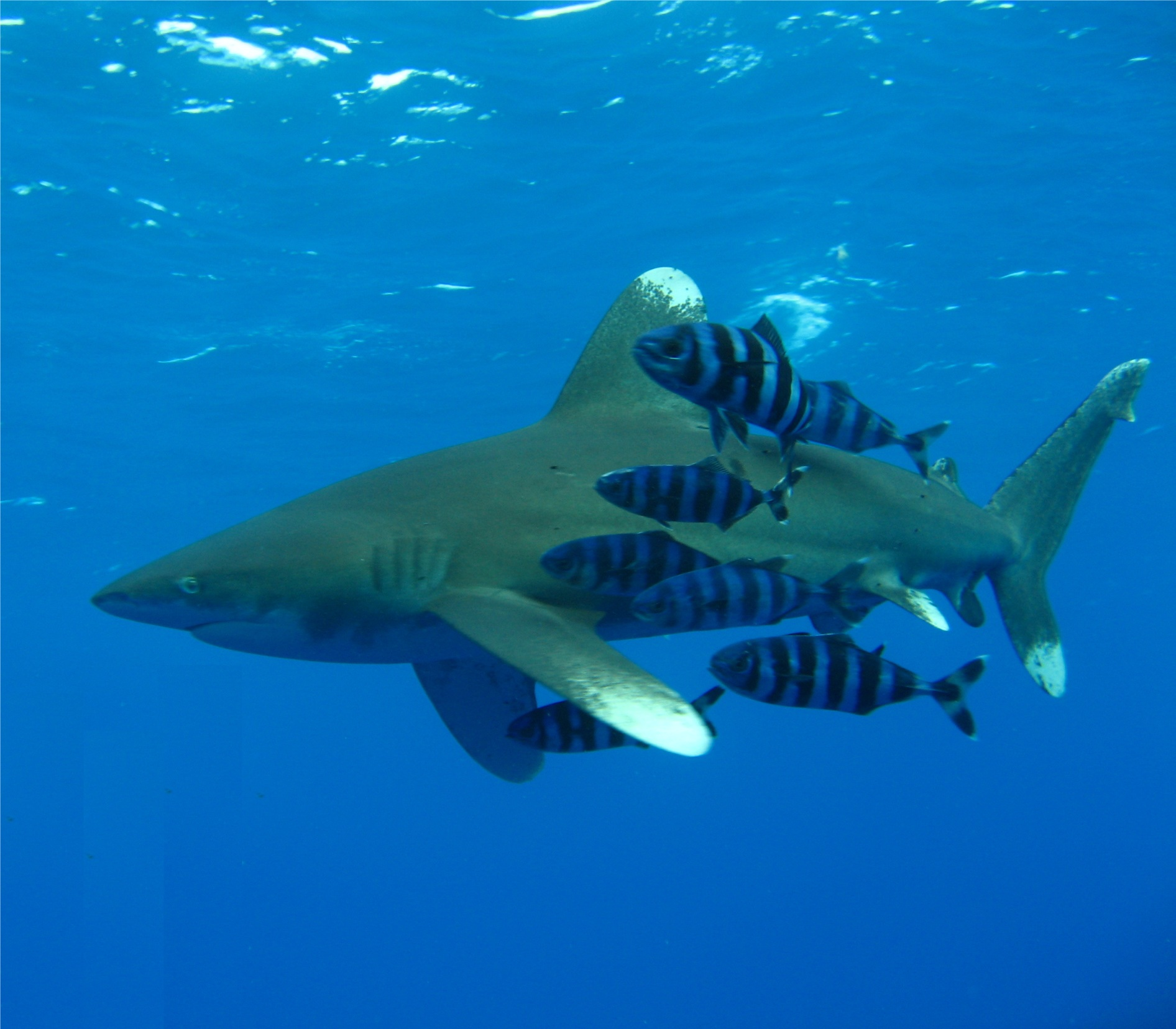

## Fordítás
- Ez a szócikk részben vagy egészben  az   Oceanic whitetip shark című angol Wikipédia-szócikk ezen változatának fordításán alapul.  Az eredeti cikk szerkesztőit annak laptörténete sorolja fel. Ez a jelzés csupán a megfogalmazás eredetét és a szerzői jogokat jelzi, nem szolgál a cikkben szereplő információk forrásmegjelöléseként.

### Tudósítások cápatámadásokról
- Tengerészt találtak a cápa gyomrában. origo.hu, 2010. szeptember 17. [2010. szeptember 18-i dátummal az eredetiből archiválva]. (Hozzáférés: 2010. szeptember 17.)
- Dr. Elter Tamás: Cápatámadások 2009-ben (magyar nyelven). divecenter.hu, 2010. január 14. [2015. április 2-i dátummal az eredetiből archiválva]. (Hozzáférés: 2010. július 28.)
- Fekete Gy. Attila: Az éhen maradt cápa bosszúja (magyar nyelven). Népszabadság online. [2009. augusztus 4-i dátummal az eredetiből archiválva]. (Hozzáférés: 2010. július 25.)
- Cápatámadások 2009-ben (magyar nyelven). bekabuvar.hu, 2010. január 17.[halott link]
- Shark Profile: Oceanic Whitetip Shark (angol nyelven). deepdarkwater.com, 2008. április 25. [2011. november 9-i dátummal az eredetiből archiválva]. (Hozzáférés: 2010. július 25.)

### A faj tudományos leírásával foglalkozó elektronikus ismeretforrások
- A faj szerepel a Természetvédelmi Világszövetség Vörös Listáján. IUCN. (Hozzáférés: 2010. július 29.)
- A faj adatlapja a FishBase oldalán. FishBase. (Hozzáférés: 2010. július 29.)
- A taxon adatlapja az ITIS adatbázisában. Integrated Taxonomic Information System. (Hozzáférés: 2010. szeptember 11.)
- Carcharhinus longimanus (Poey, 1861) (angol nyelven). WoRMS World Register of Marine Species. (Hozzáférés: 2010. július 29.)
- Brown Milbert's Sand Bar Shark Carcharhinus longimanus (Poey, 1861) (angol nyelven). BioLiB.cz. (Hozzáférés: 2010. július 29.)
- Carcharhinus longimanus (Poey, 1861) (cseh nyelven). AQUATAB. (Hozzáférés: 2010. július 29.)
- Oceanic whitetip shark (Carcharhinus longimanus) (angol nyelven). ARKIVE. [2010. július 23-i dátummal az eredetiből archiválva]. (Hozzáférés: 2010. július 29.)
- Carcharhinus longimanus (oceanic whitetip shark) (angol nyelven). Animal Diversity Web ADW. (Hozzáférés: 2010. július 29.)
- India: Images of Carcharhinus longimanus (angol nyelven). Fish Barcode of Life Initiative FISH-BOL. [2012. január 11-i dátummal az eredetiből archiválva]. (Hozzáférés: 2010. július 29.)
- Carcharhinus longimanus (Poey, 1861) (angol nyelven). Encyclopedia of Life. [2010. augusztus 25-i dátummal az eredetiből archiválva]. (Hozzáférés: 2010. szeptember 10.)
- Carcharhinus longimanus (POEY, 1861) (angol nyelven). shark-references.com. (Hozzáférés: 2015. december 9.)

## Ajánlott irodalom
- Vitus B. Dröscher. Cápák és ráják. TESSLOFF ÉS BABILON KIADÓI KFT. (2006). ISBN 9789639446052
- Angelo Mojetta. Cápák [archivált változat]. Alexandra Könyvkiadó (1981). ISBN 9633695023. Hozzáférés ideje: 2010. július 27. [archiválás ideje: 2012. január 6.]
- Jens Bjorneboe. A cápák. Európa Könyvkiadó (1981). ISBN 963-07-2649-1
- Peter Benchley. Jaws (angol nyelven). Doubleday (1974). ISBN 0140816682
- Peter Benchley. A fehér cápa (magyar nyelven). Magvető Kiadó (1985). ISBN 9631405451